# Roberto Sierra
Roberto Sierra (født 9 oktober 1953 i Vega Baja Puerto Rico) er en puertoricansk komponist og professor. 
Sierra studerede komposition i Hamborg hos György Ligeti, og han er i dag professor i komposition på Cornwell University i New York.
Han har komponeret 4 symfonier, orkesterværker, kammermusik, koncerter og forskellige soloværker. 
Blandt værkerne er blokfløjtekoncerten "Prelude, Habanera and Perpetual Motion" skrevet til Michala Petri.
Sierra blander sit lands eksotiske rytmer med traditionel moderne klassisk musik. 

## Udvalgt Diskografi
- 4 Symfonier
- Concerto for Saxophones and Orchestra
- Concierto Barroco – for Guitar og Orkester
- Concierto Caribe – for Fløjte og Orkester
- Concierto para Orquesta
- Doce Bagatelas – for strygere
- Kammermusik
- Piezas Breves – for Guitar